# Leslie Cannold
Leslie Cannold (Port Chester, Nueva York, 1 de abril de 1970) es una intelectual pública, filósofa, ética, docente, académica, escritora, activista, australiana.
Aborigen de Armonk; vivió en Scarsdale, Nueva York; y, a sus veinte años, Leslie migró a Melbourne. Comenzó a escribir en The Age como columnista de la sección de opinión y educación, mientras criaba a sus pequeños hijos, y completaba sus estudios de posgrado.
Autora de no ficción, y novelista, Cannold es una voz y rostro familiar en la radio y la televisión en Australia. Pertenece, al circuito de notas periodísticas; y, ofrece conferencias y paneles de ética, políticas de género, liderazgo inspirador y derechos reproductivos. En 2005, fue nombrada una de las veinte intelectuales públicas más importantes de Australia, por el periódico "The Age".
En 2011, fue galardonada como la Humanista Australiana del Año por el Consejo de Sociedades Humanistas Australianas.

## Educación y carrera
Se educó en la Universidad Wesleyan; y, estudió psicología y teatro, tiene maestrías en artes y en bioética por la Universidad de Monash, donde trabajó para Peter Singer, en el Centro de Bioética Humana. Obtuvo su PhD en educación por la Universidad de Melbourne; y, luego comenzó a trabajar en el Centro de Filosofía Aplicada y Ética Pública con la dirección de C. A. J. Coady. En 2011, mantiene puestos adjuntos en ambas universidades; mas, dejó los empleos académicos en 2006, para dedicarse a escribir y hablar en público a tiempo completo.
Cannold es a menudo conocida como una de las principales pensadoras públicas de Australia. En 2005, fue nombrada junto a Peter Singer, Gustav Nossal e Inga Clendinnen, como una de las veinte principales intelectuales públicas de Australia. En 2013, fue nombrada en la Lista de los diez cerebros más influyentes de Australia; de Power Index.

## Obra

### Libros y columnas
En su columna quincenal de Dilema moral de Cannold ha aparecido en Sydney's Sunday, Sun-Herald desde 2007. Antes de eso, ella era una columnista ocasional en The Age. Sus opiniones también han aparecido en el Sydney Morning Herald, Crikey!, The Herald Sun, ABC The Drum Unleashed, The Courier Mail, y el periódico nacional The Australian. En 2011, fue reconocida con un EVA, por un artículo de opinión en "Sunday Age" sobre la agresión sexual.

#### Libros
Ha publicado sobre diversas áreas temáticas, como duelo, circuncisión, VIH / SIDA, manipulación genética, gestación "ex utero" y regulación de las tecnologías de reproducción asistida (ARTs).
- el galardonado[12] The Abortion Myth: Feminism morality and the hard choices women make (El mito del aborto: la moral del feminismo y las decisiones difíciles que toman las mujeres)[13][14]

- What, No Baby?: Why women are losing the freedom to mother and how they can get it back (¿Qué, no bebé?: ¿Por qué las mujeres están perdiendo la libertad de ser madre y cómo pueden recuperarla?),[15] lo que hizo la lista de los 101 libros principales de "Australian Financial Review".[2]

- Su primera obra de ficción The Book of Rachael (El Libro de Rachel),[16] una novela histórica, se publicó en 2011; y, se reimprimió en 2012.

##### Capítulos
- Sperm Wars (Guerras del Esperma).[17] (2005)

- The Australian Book of Atheism (El Libro Australiano de Ateísmo) (2010),[18]

- Destroying the joint (Destruyendo la articulación) (2013).[19]

### En radio y en TV
Sus apariciones en radio y televisión incluyen:
- ABC Radio National, Triple j, Today Tonight, The 7:30 Report, A Current Affair, The Catch-Up, The Einstein Factor, SBS Insight, 9am with David & Kim, The Circle, Today, ABC News Breakfast, News 24,[20] y Lateline.

Durante muchos años, habló sobre la vida, el trabajo y la ética con una conocida locutora de radio y televisión Virginia Trioli en 774 ABC Melbourne, y fue escuchada regularmente en Radio 4BC y en el programa matutino de Deborah Cameron en 702 ABC Sydney. En 2013, hablaba de tópicos de ética, con Angela Owen en ABC Central West, y fue una panelista regular, en el programa político de ABC TV Q&A y en el programa Compass00 de ABC TV.

## Activismo
Cannold es expresidenta de "Reproductive Choice Australia" (Elección Reproductiva Australia), una coalición nacional de organizaciones a favor de la elección, que desempeñaron un papel clave en la eliminación de la prohibición de la droga abortiva RU486 en 2006, y de "Pro Choice Victoria" (Pro Elección Victoria), que fue fundamental en la decriminalización del aborto en Victoria en 2008.
En 2011, fue cofundadora del sitio de referencia de oradores sin fines de lucro "No Chicks No Excuses".
Y, en 2011, fue galardonada como Humanista Australiano del Año en reconocimiento a su valiosa contribución al debate público sobre una amplia gama de cuestiones éticas, de particular importancia para las mujeres y la vida familiar. Su charla en TED sobre el aborto ha sido vista con más de 35.000 peticiones, y en 2016, habló a unos 6.000 activistas de 169 países. en la conferencia International Women Deliver en Copenhague sobre el estigma del aborto.

## Vida personal
Cannold se autoidentifica como una judía secular. Tiene dos hijos.